# Yaque del Sur
Le fleuve Yaque del Sur est un cours d'eau qui coule en République dominicaine et se jette dans la Mer des Caraïbes.

## Géographie
La rivière Yaque del Sur prend sa source dans le massif montagneux de la Cordillère Centrale à plus de 2 700 mètres d'altitude, et dans le Parc national José del Carmen Ramírez. Elle dévale ensuite les pentes de la chaîne de Baoruco.
Son cours mesure environ 130 kilomètres de long. La rivière s'écoule vers le sud par la vallée de San Juan, puis la vallée de Neiba. Il se jette finalement dans la mer des Caraïbes dans la baie de Neiba.
Son bassin fluvial couvre une superficie de 4 972 km2.
Le Yaque del Sur n'est pas navigable, mais il joue un rôle important dans l'agriculture dominicaine en assurant l'irrigation des plantations de riz, plantain, sucre de  canne,bananes et cacahuètes.